# Lambula bilineata
Lambula bilineata là một loài bướm đêm thuộc phân họ Arctiinae, họ Erebidae.